# Zmarličník

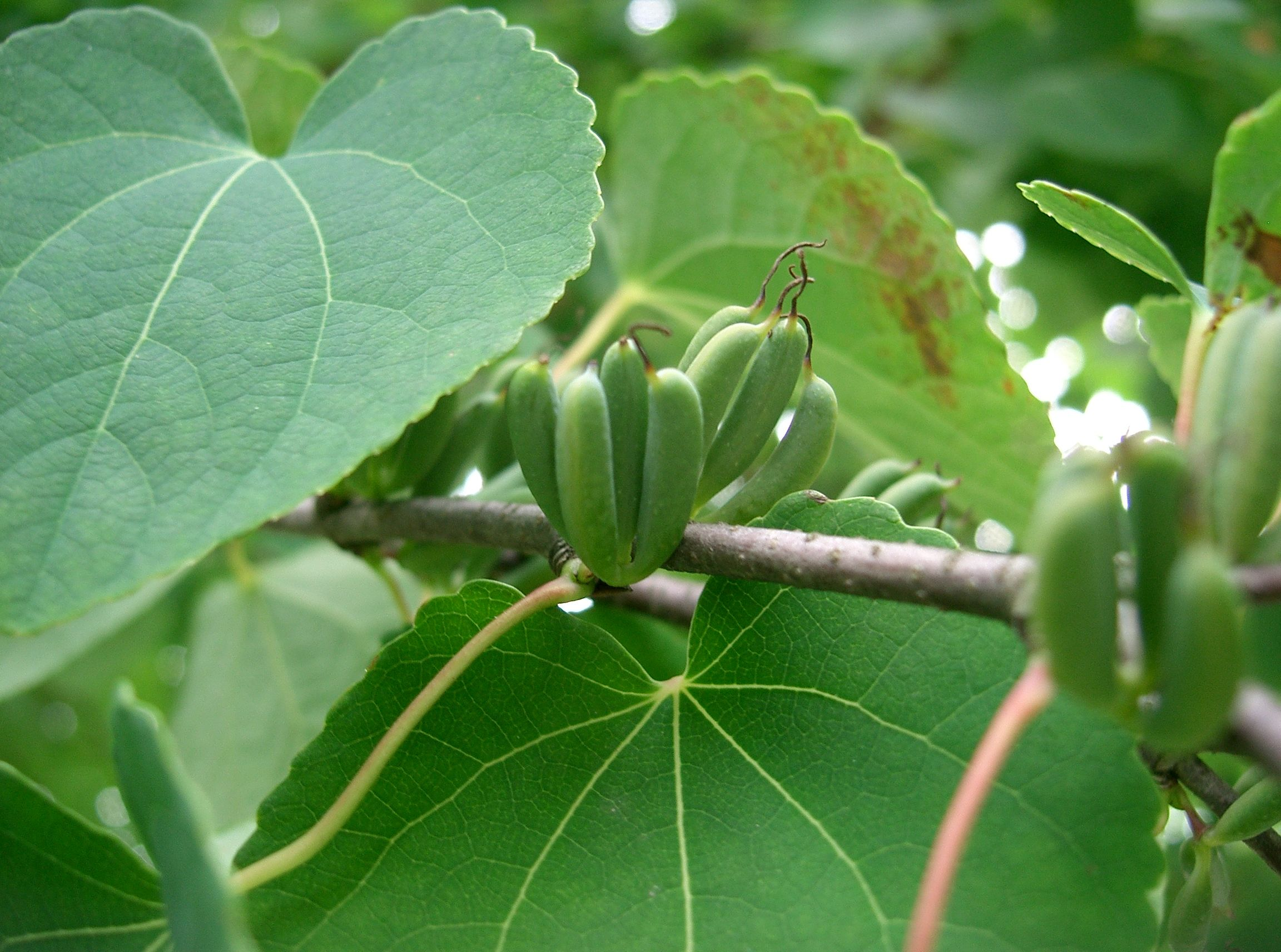
Zmarličník japonský (Cercidiphyllum japonicum) – plody

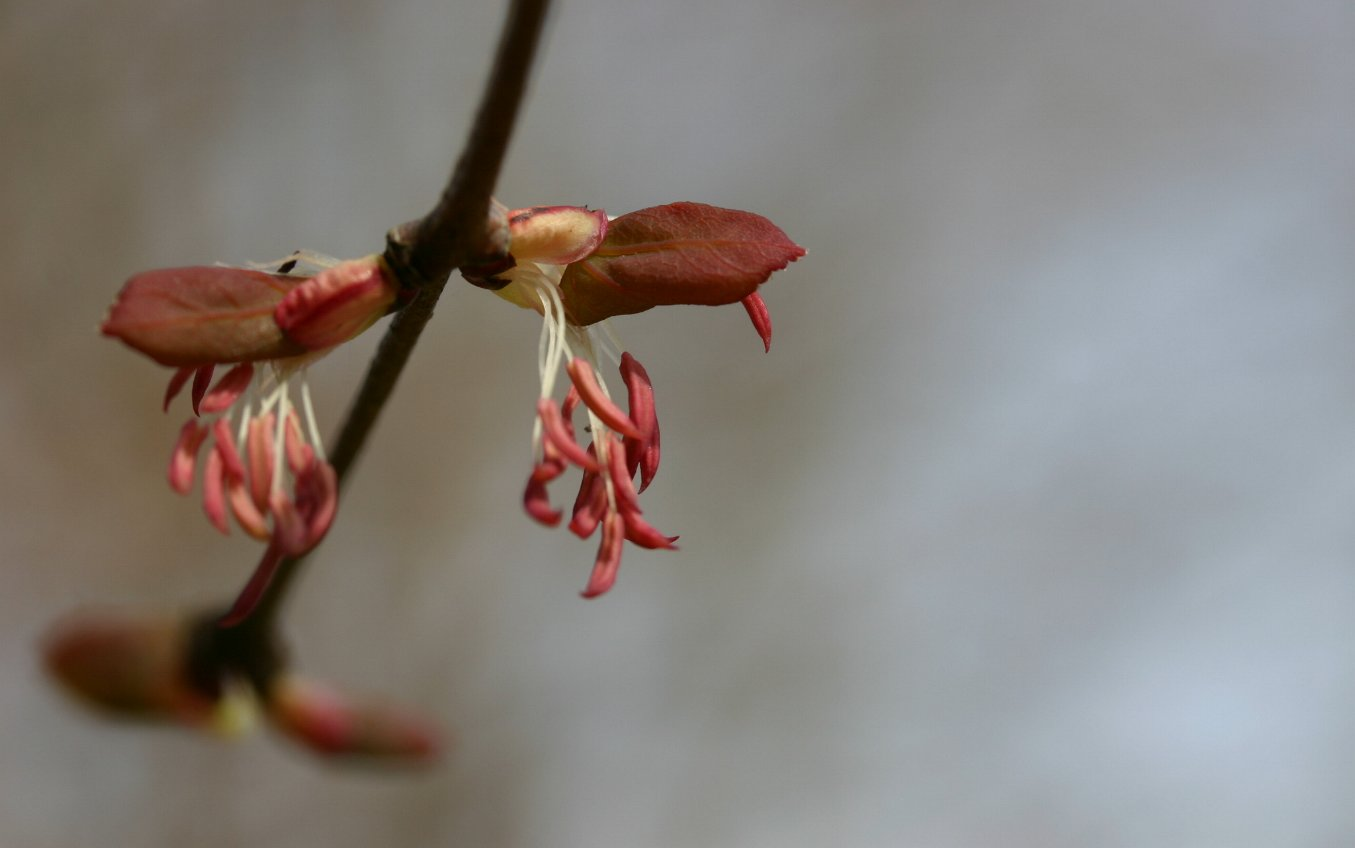
Zmarličník nádherný (Cercidiphyllum magnificum) – samčí květy

Zmarličník (Cercidiphyllum) je jediný rod čeledi zmarličníkovité (Cercidiphyllaceae) z řádu lomikamenotvaré (Saxifragales) vyšších dvouděložných rostlin.
Vědecký název Cercidiphyllum i český název zmarličník je odvozen od podobnosti s rodem zmarlika (Cercis) z čeledi bobovitých. V Japonsku bývá nazýván kacura či katsura.

## Charakteristika
Dvoudomé opadavé stromy s jednoduchými střídavými až vstřícnými srdčitými listy s opadavými palisty. Čepel s vroubkovaným až zubatým okrajem a s dlanitou žilnatinou. Květy rozkvétají před olistěním, jsou bezobalné, ve vrcholových květenstvích na koncích brachyblastů. Samčí květy jsou v krátkých hroznech, s 8 až 13 volnými tyčinkami s červenými prašníky. Samičí květy v hlávkách, gyneceum svrchní monomerické, s mnoha vajíčky a dlouhou červenou čnělkou. Plodem je měchýřek. Semena jsou drobná, okřídlená, s hojným olejnatým endospermem.
Rod obsahuje 2 (podle některých autorů jen jediný) druhy, vyskytující se v Číně a Japonsku.
Charakteristickým stanovištěm jsou horské lesy mírného pásu.

## Taxonomie
V Cronquistově systému byla čeleď zmarličníkovité (Cercidiphyllaceae) řazena do řádu vilínotvaré (Hamamelidales) podtřídy Hamamelidae. V systému APG je uváděna v řádu lomikamenotvaré (Saxifragales), v němž je začleněna i většina čeledí bývalého řádu Hamamelidales.

## Použití
Oba druhy lze použít jako okrasné rostliny, vhodné jsou do větších úprav jako solitéra.
Zmarličníky mají působivé oranžové až červené podzimní zbarvení. Uvadající a tlející listí voní po sladkém pečivu.

## Zástupci
- zmarličník japonský (Cercidiphyllum japonicum) – často vícekmenný strom původem v Číně a Japonsku
- zmarličník nádherný (Cercidiphyllum magnificum) – endemit japonského ostrova Honšú. Od předešlého druhu se liší drobnějším vzrůstem, hluboce srdčitými listy a semeny oboustranně křídlatými. Většinou je jednokmenný.